# Тереза Енн Савой
Тереза Енн Савой (англ. Teresa Ann Savoy; 18 липня 1955 — 9 січня 2017) — італійська акторка британського походження. Відома ролями у фільмах Тінто Брасса .

## Біографія
Народилася 18 липня 1955 року у Лондоні У 16 років втекла з дому і стала жити з комуною хіпі в Терразіні наСицилії. У 1973 році з'явилася на обкладинці італійського еротичного журналу Playmen. У 1974 році вперше з'явилася в кіно, знявшись у фільмі Альберто Латтуади «Буду їй батьком». У картині «Приватні пороки, громадські чесноти» виконала роль Марії фон Вечери, коханки австрійського кронпринца Рудольфа.
Значну популярність їй принесли провідні ролі в еротичних картинах Тінто Брасса «Салон Кітті» (1976) і «Калігула» (1979). У першому вона перевтілилася в коханку офіцера СС Маргеріту, у другому — в Юлію Друзіллу, сестру римського імператора Калігули.
У 1981 році знялася в головних ролях у фільмах «Непокора» і «Серце тирана, або Боккаччо в Угорщині». Після цього працювала ще у кількох проєктах кіно і на телебаченні. У 1987 році зіграла дружину Д'Аннунціо в однойменному біографічному фільмі. Востаннє знялася в 2000 році в картині «Фабрика пари». Померла від раку в 2017 році в Мілані, де жила з чоловіком та 2 дітьми.

## Фільмографія
| Рік  |    | Українська назва                      | Оригінальна назва                               | Роль             |
| ---- | -- | ------------------------------------- | ----------------------------------------------- | ---------------- |
| 1974 | ф  | Буду їй батьком                       | Le farò da padre                                | Клотильда        |
| 1976 | ф  | Салон Кітті                           | Salon Kitty                                     | Маргерита        |
| 1976 | ф  | Приватні пороки, громадські чесноти   | Vizi privati, pubbliche virtù                   | Марія фон Вечера |
| 1977 | тф | Тигр ще живий: Сандокан повертається! | La tigre è ancora viva: Sandokan alla riscossa! | Ямілія           |
| 1979 | ф  | Калігула                              | Caligola                                        | Юлія Друзілла    |
| 1981 | ф  | Непокора                              | La disubbidienza                                | Едіт             |
| 1981 | ф  | Серце тирана, або Боккаччо в Угорщині | A zsarnok szíve, avagy Boccaccio Magyarországon | Каталіна         |
| 1984 | ф  | Юнак з Ебалуса                        | Il ragazzo di Ebalus                            | террористка      |
| 1986 | ф  | Жінка на паромі                       | La donna del traghetto                          | Віола            |
| 1987 | ф  | Д’Аннунціо                            | D'Annunzio                                      | Мария            |
| 2000 | ф  | Фабрика пари                          | La fabbrica del vapore                          | кладівщиця       |